# Arbejdernes Landsbank
Arbejdernes Landsbank er en dansk bank, der blev stiftet i 1919. Banken har ca. 250.000 kunder og beskæftiger ca. 1.100 medarbejdere. Banken ejes af en stribe aktionærer, dog først og fremmest LO-fagbevægelsen. Fagligt Fælles Forbund ejer alene omkring 20 procent af aktiekapitalen.

## Historie
Banken blev stiftet af fagforbund og kooperative virksomheder, herunder særligt virksomheden Arbejdernes Brændselsforretning, kaldet Arbejderkul, der under krigen havde haft succes ved under engelsk blokade at importere kul fra Tyskland.
Banken blev stiftet for at sikre arbejderne og deres fagforeninger adgang til egne penge og værdier, kort før banken blev stiftet var der en storkonflikt på arbejdsmarkedet, og på trods af at fagforeningerne ejede store værdier, kunne de ikke få lov til at låne penge til konfliktunderstøttelse i de etablerede banker, bankerne var på arbejdsgivernes siden i konflikten, og håbede at de ved at nægte fagforeningerne lån, kunne tvinge arbejderne i knæ når de ikke kunne få konfliktunderstøttelse.  
Fagforeningerne lånte pengene i andre fagforeninger i udlandet, og efter konflikten besluttede man, at den situation ville man aldrig stå igen, tanken var nærliggende, Arbejdernes egen bank, som blev stiftet kort efter.
Banken blev etableret som et aktieselskab, men med den bestemmelse, at aktierne ikke kunne børsnoteres og kun måtte ejes af institutioner med tilknytning til arbejderbevægelsen og af privatpersoner, som er organiseret under et LO-forbund. 
I 1927 overtog Arbejdernes Landsbank Panoptikonbygningen på hjørnet af Bernstorffsgade og Vesterbrogade i København. I 1950 brændte bygningen og blev genopført i den udformning, der også i dag er hovedsæde for banken.
Ordførende direktør er siden 2005 Gert R. Jonassen, der afløste Ernst Midtgaard.
Arbejdernes Landsbank fik i 2013 en bøde på 5,5 mio. kroner for ikke at have tilstrækkelige systemer på hvidvaskområdet. Finanstilsynet havde allerede i 2012 kritiseret Arbejdernes Landbank for manglende overholdelse af hvidvasklovgivningen.
Arbejdernes Landsbank blev i 2020 i Konkurrenceankenævnet dømt for ulovligt at have opsagt et betalingsinstitut og dermed hindre den fri konkurrence på betalingsmarkedet.
Arbejderns Landsbank trak sig i april 2021 som hovedsponsor for DBU og det danske herrelandshold. Arbejdernes Landsbank ønskede angiveligt at trække sig som hovedsponsor pga. den såkaldte kviklånslov, som forbød reklamer for lånevirksomheder at stå sammen med spilvirksomheder. Det betød, at logoerne for Arbejdernes Landbank og Oddset ikke kunne være side om side på spillertrøjerne. Weekendavisen afdækkede sagen og det viste sig, at banken ønskede at trække sig på trods af, at en ændring af kviklånsloven var ved at blive behandlet i Folketinget. Weekendavisen kunne afsløre, at Arbejdernes Landsbank var bekymret ved tanken om at skulle være hovedsponsor ved et VM i Quatar, hvis fodboldstadioner er opført af migrantarbejdere under slavelignende forhold.
Arbejdernes Landsbank blev i april 2022 politianmeldt af Konkurrencerådet for ulovligt at have opsagt betalingsinstituttet Clearhaus som kunde.
Arbejdernes Landsbank blev i januar 2024 idømt en bødestraf på 2 mio. kroner i straffesagen omhandlende Arbejdernes Landsbanks ulovlige adfærd i forbindelse forsøget på at opsige kundeforholdet med Clearhaus.
Arbejdernes Landsbank kom i 2022 i mediernes søgelys for at stille en lejlighed til rådighed for den mangeårige bestyrelsesformand Per Christensen der måtte gå af efter at være blevet afsløret som serie-bigamist, idet han i årevis havde levet et dobbeltliv og ført mindst fire kvinder bag lyset..
Arbejdernes Landsbank er medlem af Kooperationen.

## Direktion
- 1919-1960: Frederik Kier
- 1960-1984: Gunnar Schmidt Laursen
- 1988-2005: Ernst Midtgaard (ordførende direktør, direktør fra 1987)
- 2005-2022: Gert R. Jonassen (ordførende direktør)
- 2022-: Jan W. Andersen (ordførende direktør)